# الناصریه (ریف دمشق)
الناصریه (به عربی: الناصریة) یک منطقهٔ مسکونی در سوریه است که در استان ریف دمشق واقع شده‌است. الناصریه ۴٬۸۲۷ نفر جمعیت دارد.